# Загађење хране
Загађење хране односи се на присуство штетних хемикалија и микроорганизама у храни, што може проузроковати болести потрошача. Овај чланак говори о хемијској контаминацији намирница, за разлику од микробиолошке контаминације која се може наћи под болестима које се преносе храном.
Утицај хемијских загађивача на здравље и добробит потрошача често је очигледан тек након много година обраде и дужег излагања на ниским нивоима (нпр. рак). За разлику од патогена који се преносе храном, на хемијске загађиваче присутне у храни термичка обрада често не утиче. Хемијске загађиваче можемо класификовати према извору загађења и механизму којим улазе у прехрамбени производ.

## Агрохемикалије
Агрохемикалије су хемикалије које се користе у пољопривредним праксама и сточарству са намером да повећају приносе усева. Таква средства укључују пестициде (нпр. инсектициди, хербициди, родентициди ), регулаторе раста биљака, ветеринарске лекове (нпр. нитрофуран, флуорокинолони, малахитно зелено, хлорамфеникол ) и говеђи соматотропин (рБСТ).

## Загађивачи животне средине
Загађивачи животне средине су хемикалије које су присутне у животној средини у којој се храна узгаја, бере, транспортује, ставља у складиште, пакује, обрађује и конзумира. Физички контакт хране са околином резултира њеном контаминацијом. Могући извори загађења и загађивачи заједнички том вектору укључују:
- Ваздух: радионуклиди ( цезијум-137, стронцијум-90 ), полициклични ароматични угљоводоници (ПАХ)
- Вода: арсен, жива
- Земљиште: кадмијум, нитрати, перхлорати
- Материјали за паковање: антимон, калај, олово, перфлуорооктанска киселина (ПФОА), полукарбазид, бензофенон, изопропил тиоксантон (ИТКС), бисфенол А
- Опрема за обраду / кување: бакар или други метални ивер, мазива, средства за чишћење и дезинфекцију
- Токсини који се природно јављају: микотоксини, фитохемаглутинин, пиролизидински алкалоиди, грејанотоксин, скомбротоксин (хистамин), цигуатера, токсини шкољки (види тровање шкољкама ), тетродотоксин, и многи други.

## Пестициди и канцерогени
Много је случајева забрањених пестицида или канцерогена који се налазе у храни.
- Гринпис је 2006. године открио да је 25% анкетираних супермаркета у Кини складиштило пољопривредне производе загађене забрањеним пестицидима. Утврђено је да преко 70% парадајза који су тестирани има забрањени пестицид Линдан, а скоро 40% узорака има мешавину три или више врста пестицида. Такође је утврђено да су узорци грожђа, мандарина, јагода и Киофунг контаминирани забрањеним пестицидима, укључујући високотоксични метамидофос.[1] Гринпис каже да од 2006. године у Хонг Конгу не постоји свеобухватан надзор над воћним производима.
- У Индији су пронађена безалкохолна пића контаминирана високим нивоом пестицида и инсектицида, укључујући линдан, ДДТ, малатион и хлорпирифос.[2]
- Формалдехид, карциноген, често се налазио у уобичајеном вијетнамском јелу, Фо, што је резултирало страхом од хране у Вијетнаму 2007. године. "Здравствене агенције знају да је вијетнамски соја сос, други најпопуларнији сос у земљи након рибљег соса, препун агенса за рак од најмање 2001. године", известио је дневник Thanh Niên „Зашто нам нико није рекао? [3] Канцероген у азијским сосовима је 3-МЦПД и његов метаболит 1,3-ДЦП, што је стални проблем који погађа више континената. Такође је утврђено да је вијетнамско поврће и воће забранило пестициде.
- Преплашивање хране у Индонезији 2005. године, где је утврђено да је канцерогени формалдехид додан као конзерванс резанцима, тофуу, сланој риби и ћуфтама.
- У кинеском скандалу са млеком 2008. године откривено је да је меламин додан млеку и адаптираним смешама због чега је 54.000 беба послато у болницу. Шест беба умрло је због бубрежних каменаца повезаних са загађивачем.[4]

## Коса у храни
У већини земаља људи који раде у прехрамбеној индустрији морају да покрију косу јер ће онечистити храну. Кад се људима у ресторанима или кафићима сервира храна која садржи длаке, обично се жале особљу.
Постоји низ могућих разлога за приговор на длаке у храни, у распону од културних табуа до једноставне чињенице да је тешко сварљива и непријатна за јело. Такође се може тумачити као знак раширених хигијенских проблема. Верује се да је увођење мрежа за косу са потпуним хватањем резултирало смањењем случајева контаминације ове врсте.
Понекад се протеин из људске косе користи као састојак хране, у хлебу и другим сличним производима. Таква употреба људске косе у храни је забрањена у исламу. Историјски гледано, у јудаизму је проналажење косе у храни било знак пеха.

## Обрада загађивача
Загађивачи који се обрађују настају током прераде хране (нпр. загревање, ферментација ). У сировинама их нема, а настају хемијским реакцијама између природних и / или додатих састојака хране током обраде. Присуство ових загађивача у прерађеној храни не може се у потпуности избећи. Међутим, технолошки процеси се могу прилагодити и / или оптимизовати како би се смањили нивои стварања загађивача у преради. Примери су: нитрозамин, полицикличних ароматичних угљоводоник (ПАХ), хетероциклични амини, хистамин, акриламид, фуран, бензен, транс масти, 3-МЦПД, семикарбазид, 4-хидроксиноненал (4-ХНЕ) и етил карбамат. Такође постоји могућност да метални ивер из опреме за прераду контаминира храну. Они се могу идентификовати помоћу опреме за откривање метала. У многим транспортним линијама линија ће се зауставити, или приликом вагања производа помоћу ваге, предмет се може одбити због превелике или мање тежине или зато што се у њему откривају мали комади метала.

## Загађивачи хране у настајању
Иако су многи загађивачи хране познати деценијама, стварање и присуство одређених хемикалија у храни откривено је релативно недавно. То су такозвани загађивачи у настајању као што су акриламид, фуран, бензен, перхлорат, перфлуорооктанска киселина ( ПФОА ), 3-монохлоропропан-1,3-диол (3-МЦПД), 4-хидроксиноненал и (4-ХНЕ).

## Испитивање загађивача хране
Да би се одржао висок квалитет хране усклађен са здравственим, безбедносним и еколошким регулаторним стандардима, најбоље је да се ослоните на испитивање загађивача хране путем независне треће стране, као што су лабораторије или компаније за сертификацију. За произвођаче, испитивање загађивача хране може минимизирати ризик од неусаглашености у односу на сирове састојке, полупроизведене намирнице и финалне производе. Такође, испитивање загађивача хране осигурава потрошачима сигурност и квалитет купљених прехрамбених производа и може спречити болести које се преносе храном, као и хемијске, микробиолошке или физичке опасности од хране.